# Epitome sulla procreazione dell'anima
L'Epitome del "De procreatione animae in Timaeo" (in grecoː Ἐπιτομή τοῦ Περὶ τῆς ἐν τῷ Τιμαίῳ ψυχογονίας) è un trattatello dello Pseudo-Plutarco, incluso nei suoi Moralia, che è al numero 42 nell’ordine stabilito da Massimo Planude, mentre non compare nel cosiddetto Catalogo di Lampria. 
Non si tratta di un riassunto organico del De procreatione o di una sua parte, ma solo della trascrizione dei capitoli 22-25 preceduta da due brevi capitoli introduttiviː 
(1030D-F - trad. A. D'Andria)
L'autore non nomina mai Plutarco, ma usa il pronome “egli” (αὐτός) o addirittura sottintende, col risultato che non è sempre chiaro se si tratti di Plutarco o di Platone. Le discrepanze tra il testo del De procreatione e quello dell’Epitome non sono poche né irrilevanti, anzi, sono tali da far dubitare che l’epitomatore capisca sempre quanto sta trascrivendo. 